# 射線
| ウィキペディアには「射線」という見出しの百科事典記事はありません（タイトルに「射線」を含むページの一覧/「射線」で始まるページの一覧）。 代わりにウィクショナリーのページ「射線」が役に立つかもしれません。 |